# Classe Blue Ridge
La classe Blue Ridge est une série de navires de commandement construits pour l’United States Navy. Elle ne compte que deux bâtiments, l’USS Blue Ridge (LCC-19) et l’USS Mount Whitney (LCC-20).

## Historique
Au cours des années 1960, l’United States Navy conçoit un nouveau type de navire destiné d’une part à commander des opérations amphibies de grande envergure et, d’autre part, à remplir le rôle de navire amiral qui était auparavant dévolu aux grands cuirassés. Deux unités sont réalisées à la fin des années 1960 et une troisième est commandée au début des années 1970. Cette dernière n’est toutefois pas réalisée et le programme n’est pas poursuivi au-delà des deux premiers bâtiments.

## Navires
La classe ne compte que deux bâtiments, qui sont tous les deux encore en service. La tête de classe est l’USS Blue Ridge (LCC-19), qui remplit le rôle de navire amiral de la VIIe flotte. La seconde unité est l’USS Mount Whitney (LCC-20), qui est la navire amiral de la IIe flotte.